# Скуратовский, Вадим Леонтьевич
Вади́м Лео́нтьевич Скуратовский (5 октября 1941, Бакланова Муравейка) — советский и украинский литературовед, культуролог, киновед. Профессор кафедры Киевского национального университета театра, кино и телевидения имени И. К. Карпенко-Карого. Академик Национальной академии искусств Украины (2004, чл.-кор. с 2001) по отделению киноискусства.
Заслуженный деятель искусств Украины (24 марта 2011 года) Доктор искусствоведения (1997), кандидат филологических наук (1971), профессор (2001).

## Биография
Кандидатская диссертация: «Проблемы искусства в немецком романе критического реализма XX века» (Киев, 1970),
Докторская диссертация: «Экранные искусства в социокультурных процессах XX века: Генезис. Структура. Функция» (Киев, 1997).
Окончил с красным дипломом факультет романо-германской филологии государственного университета им. Т. Г. Шевченко (1965), аспирант кафедры зарубежной литературы 1965—1969), рядовой Советской армии (1966), преподаватель-почасовик КНУ им. Шевченко (1969—1971), старший редактор отдела критики журнала «Всесвіт» (1971—1978), младший научный сотрудник Института психологии НАН Украины (1980—1982), научный сотрудник, заместитель директора по научной работе Литературно-мемориального музея Леси Украинки (1983—1985), старший преподаватель Киевского национального университета театра, кино и телевидения имени И. К. Карпенко-Карого (1985—1986) и Киевского института культуры (1986—1988), старший преподаватель, доцент, профессор Киевского национального университета театра, кино и телевидения имени И. К. Карпенко-Карого (с 1988), редактор отдела науки и культуры журнала «Сучасність» (с 1992), преподаватель спецкурса по украинской истории и истории украинской культуры в Женевском университете (1995), автор-ведущий цикла телепередач «Свежий взгляд на историю» (УТ-2, 1996), «Монологи: Надежды и потери» («1+1», 1997—1998), «Вижу землю» (УТ-1, УТ-2, 2002—2004).
«Меня очень интересовал спорт, я занимался боксом. К сожалению, в этом деле у меня ничего толком не получалось, я оказался довольно бездарен. Начинаешь думать, и вдруг уже лежишь на ринге. Тренер наклоняется надо мной с воплем: „Думать будешь в библиотеке!“. Что ж, пришлось перекочевать в библиотеку» .

## Книги
- Мистецькі проблеми в німецькому романі ХХ ст. (На матеріалах критичного реалізму). — К.: Вид-во Київс. ун-та, 1972. — 196 с.
- Поет-патріот Шандор Пефеті. — К.: Знання, 1972. — 30 с.
- Українське бароко: Посібник для вишів (1995, электронная книга)
- Етюди з світової літератури: Матеріали до уроків у старших класах у курсі «Зарубіжна література». — К.: Навч. посібники, 1995. — 72 с.
- Історія і культура. — К.: Укр. бюро захисту прав людини, 1996. — 297 с.
- Екранні мистецтва у соціокультурних процесах ХХ століття: Генеза. Структура. Функція: У 2 ч. — К.: КМЦ «Поезія», 1997. — Ч. 1. — 224 с.; Ч. 2. — 229 с.
- Проблема авторства «Протоколов сионских мудрецов». — К.: Дух і Літера, 2001. — 242 с.
- Культура Нового часу — основні стратегеми новоєвропейського культурного розвитку. — Київ: Вид. дім «Києво-Могилянська академія», 2007. — 36 с. — ISBN 966-518-402-4
- З кінознавчого записника: Статті в журналі «Кіно-Театр». — К.: Арт Книга, 2017. — 184 с. (Сер.: Кінематографічні студії, вип. 7)
- Скуратівський у КІNО-КОЛІ (1997—2008) / Ін-т культурології НАМ України. — Київ: ІК НАМ України, 2020. — 288 с.: іл. — ISBN 978-966-2241-58-7
- От із такого ми світу: Спомини і розмисли / Підгот. тексту С. Сімакової; Передм., наук. ред. та прим. А. Пучкова. — Київ: ДУХ І ЛІТЕРА, 2024. — 440 с.: іл. — ISBN 978-617-8262-76-1

## Фильмография
- «Родинка» (1991, к/м, Киностудия имени А. Довженко)
- «Певица Жозефина и мышиный народ» (1994, по произведениям Франца Кафки, Киностудия имени А. Довженко), В. Л. Скуратовский отмечен Гран-при фестиваля «Стожары» за исполнение лучшей мужской роли непрофессионалом
- «Посмішка звіра» (1997—1999, 4 серии, студия «Укртелефильм»)
- «Шум ветра» (2001, Киностудия имени А. Довженко)
- «Мой Гоголь» (2004, к/м, Киностудия Киевского национального университета театра, кино и телевидения имени И. К. Карпенко-Карого)